# Subsol

Esquema dels horitzons d'un perfil del sòl concret:
O - Matèria orgànica
A - capa superficial del sòl
B i C - Subsol o substrat
R - Material parental
No tots els sòls tenen aquesta distinció i existeixen altres tipus d'horitzons.

El subsol o substrat és la capa de sòl sota la capa superficial del sòl a la superfície de la Terra. El subsol pot incloure sediments com l'argila, la sorra, roques, procedents de transport eòlic o hídric. El subsol és un espai de transició entre les aportacions de roca mare meteoritzada i les aportacions procedents de la sedimentació d'altres materials o aportacions de matèria orgànica. El subsol conté partícules parcialment degradades, per regla general, d'un to més clar de color marró o groc i conté les arrels profundes de les plantes grans, com els arbres. El substrat és el suport emprat per les plantes i els animals sèssils (relativament habituals en medi aquàtic), és sobre aquest on aquests passen gran part del seu cicle vital.
El subsol és també la part més profunda d'un terreny, que per no arribar els aprofitaments dels predis, és considerada de domini públic, amb la qual cosa, pot aconseguir-se concessions, per exemple per a l'explotació minera.